# Crinum lorifolium
Crinum lorifolium là một loài thực vật có hoa trong họ Amaryllidaceae. Loài này được Roxb. ex Ker Gawl. mô tả khoa học đầu tiên năm 1817.